# Sottodistretto Dongmen, Shenzhen

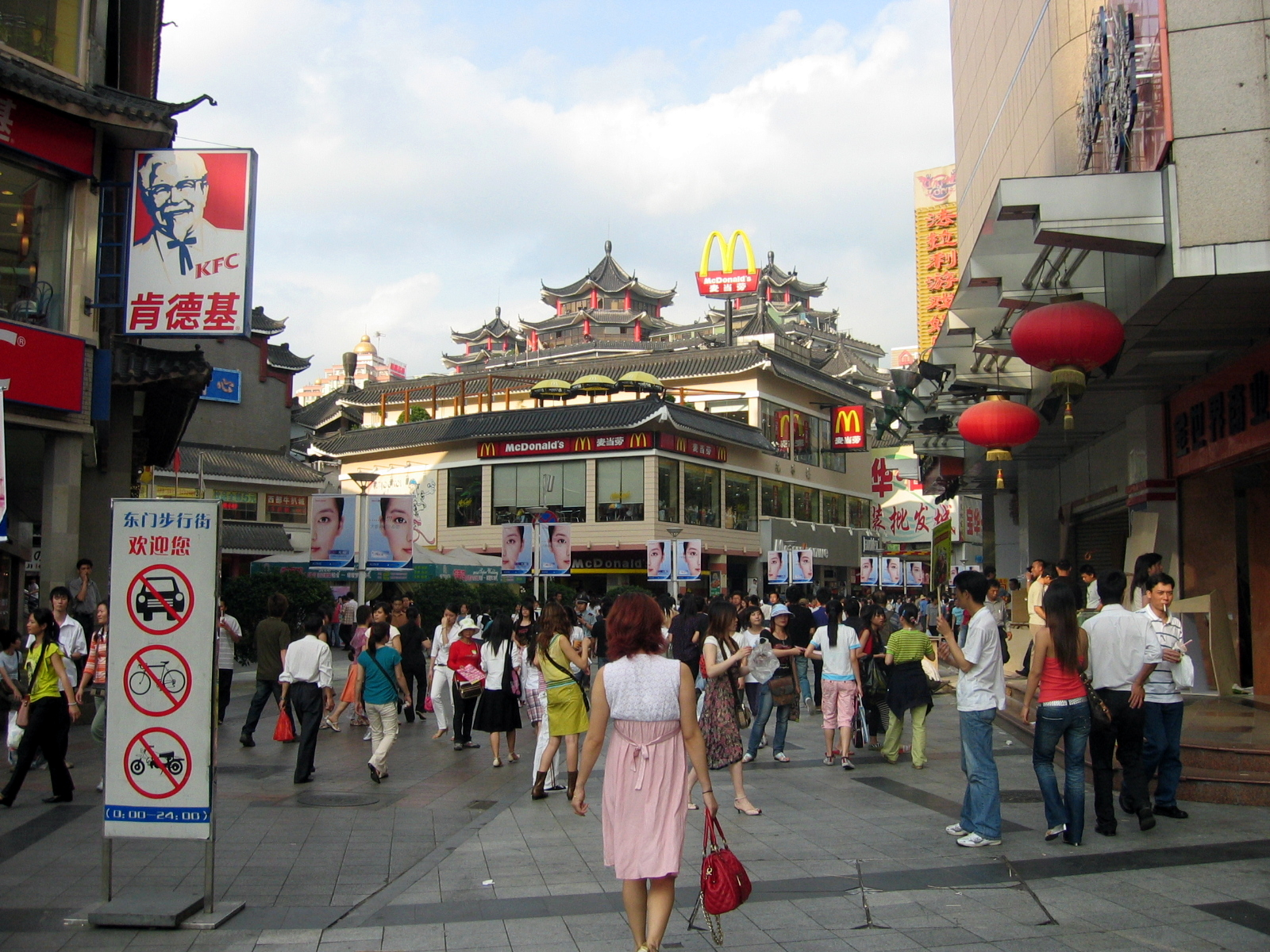
Una strada commerciale a Dongmen

Dongmen (o "East Gate", Cinese semplificato: 东门; Cinese tradizionale: 東門; pinyin: dōngmén) è un'importante zona commerciale situata nel Distretto di Luohu dello Shenzhen.

## Nome
Uno dei posti più antichi di Shenzhen, l'area Dongmen è stata fondata circa 300 anni fa, tanto da essere alternativamente conosciuta come "Laojie" (o "Vecchia Strada").

## Luogo
Dongmen è accessibile dalle uscite della stazione metropolitana Laojie e seguendo l'Uscita A, situata appena a nord di Shennan Dong Road. "Dongmen" si riferisce di solito, oltre alla "Dongmen Road", all'intera serie di strade commerciali collegate ad essa. Queste strade sono state chiuse al traffico automobilistico nel 1999.

## Shopping
La varietà di shopping a Dongmen è più ampia del Luohu Commercial City, ma è ugualmente focalizzata su merci prodotte in Cina e contraffatte. I saloni di bellezza sono molto popolari a Dongmen e il grande magazzino Maoye ha sede su entrambe le uscite della strada. Nonostante sia limitato al solo traffico pedonale, Dongmen può diventare molto affollato di notte, durante i weekend, e nelle vacanze, regalando un'atmosfera simile a Nanjing Road, Shanghai.
Questo distretto ha molti brand locali e clienti nei grandi magazzini e pochi negozi. Dongmen potrebbe avere merci contraffatte in vendita, ma non sono facilmente riconoscibili.